# Ann Brashares
Ann Brashares (30 de julho de 1967) é uma escritora americana, e escreve para jovens e adultos. É conhecida principalmente pela série Quatro Amigas e um Jeans Viajante.
Brashares nasceu em Alexandria, Virgínia, e cresceu Chevy Chase, Maryland. Depois de estudar Filosofia no Barnard College, trabalhou como editora para a 17th Street Productions. Depois de sair do emprego, ela escreveu “Quatro Amigas e um Jeans Viajante”, que se tornou um best-seller internacional, e assim, teve mais 3 livros como sua continuação; o último deles foi lançado nos EUA em janeiro de 2007. Em 2005 o primeiro livro da série foi transformado em um filme, e um segundo filme baseado nos outros 3 títulos da série foi lançado em agosto de 2008.
Ann vive em Nova York com seu marido Jacob Collins e seus 3 filhos Nathaniel, Samuel e Suzannah.

## Obras
- Meu nome é memória (2014);
- Aqui e agora (2014);
- Amigas para a vida (2010);
- O Quarto Verão das Quatro Amigas e Um Par de Calças (2008);
- O Terceiro Verão das Quatro Amigas e Um Par de Calças (2005);
- O Segundo Verão das Quatro Amigas e Um Par de Calças (2002);
- Quatro Amigas e Um Par de Calças (2002);
- O último verão;

1. ↑  «Home». Ann Brashares (em inglês). 12 de novembro de 2021. Consultado em 15 de julho de 2024